# Guglielmo Ugo Petrella
Guglielmo Ugo Petrella (Campobasso, 11 maggio 1837 – Roma, 24 novembre 1920) è stato un avvocato, magistrato e politico italiano.

## Biografia
Figlio dell'avvocato Giovanni Battista compie gli studi inferiori e superiori nella sua città e si laurea in giurisprudenza a Napoli, dove la famiglia si è nel frattempo trasferita. Si dedica per un breve periodo alla professione di avvocato per poi intraprendere la carriera in magistratura.

## Carriera
- 1862 - Giudice al tribunale di Cosenza
- 1863 - Promosso all'istruzione delle cause penali
- 1869 - Trasferito al Tribunale di Lucera
- 1875 - Vicepresidente del tribunale di Lecce
- 1877 - Presidente del tribunale di Girgenti
- 1878 - Presidente del tribunale di Lecce
- 1880 - Consigliere alla corte d'appello di Trani
- 1886 - Idem al tribunale di Napoli
- 1889 - Consigliere presso la Corte di cassazione
- 1897 - Primo presidente della corte d'appello di Firenze
- 1898 - Torna a sua domanda consigliere di Cassazione.
- 1902 - Presidente di sezione della Corte di cassazione di Roma